# ميامي فيوشن
ميامي فيوشن، فريق كرة قدم من مدينة ميامي بولاية فلوريدا بالولايات المتحدة الأمريكية، أسس سنة 1997. لعب له النجم الكولومبي كارلوس فالديراما موسم واحد فقط وهو موسم 99/98.
سنة 2001، قرر الدوري الأمريكي لكرة القدم تقليص عدد الأندية، مما أدى إلى ان توقف فريق ميامي فيوشن.